# ケーア

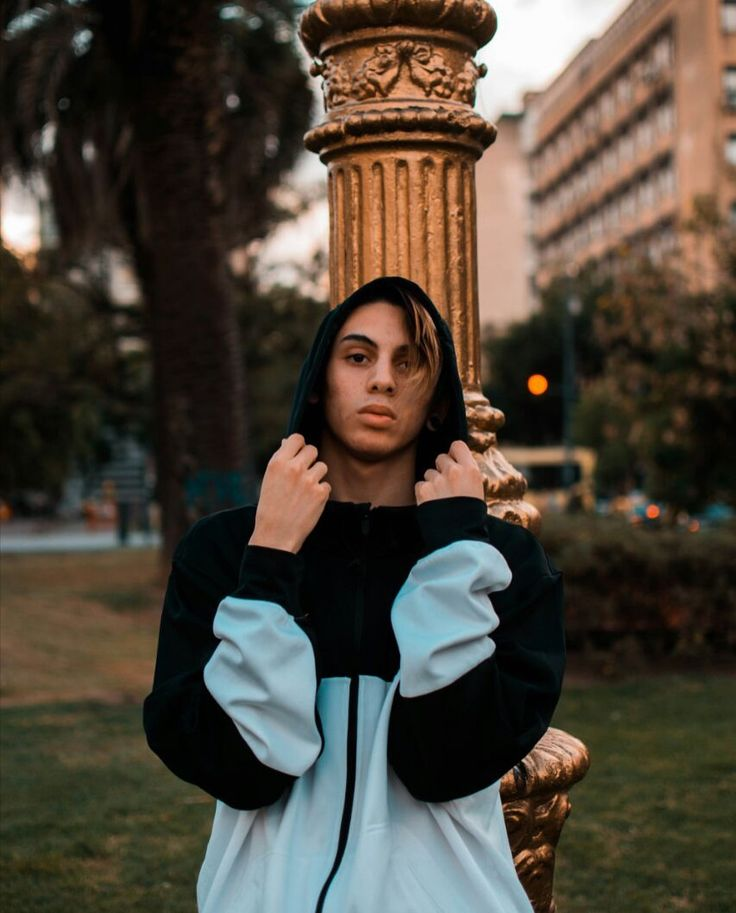
ケーア

Ivo Alfredo Thomas Serueは 、彼のステージ名ケーア （ Virreyes 、 アルゼンチン 、 2000年 4月13日）でよく知られており、トラップとラップのアルゼンチンのシンガーソングライターです。 

## 伝記
ブエノスアイレスの広場でのいくつかのラップの戦いに参加した後、彼はすでに言及したディスコグラフィーのプロデューサーOMAR VARELAとの論争によって分離されるであろうMueva Recordsに参加しました、彼はミュージックビデオ "Loca"でさらにもっと知られるようになりました CazzuとDukiとのコラボレーションは約3億8,200万回再生され、これはアルゼンチンのプロダクションの世界で最も注目されているビデオであり、その成功の後、Bad BunnyはYouTubeで4億回の視聴で「Loca Remix」に参加しました。 
2019年5月には、 Spotifyで毎月1400万人のリスナーが登場し、世界で最も多く聴かれています。      

## 未婚者
- «B.U.H.O» (2017)
- «Millonario» (2017)
- «A lo Haloween» (2017)
- «She Don´t Give a Fo» (2017)
- «Loca» (2017)
- «Muevelo Mami» (2017)
- «Vete» (2017)
- «Pa' Saber Amar» (2017)
- «Loca (Remix)» (2018)
- «Como le digo» (2018)
- «Mi Cubana (Remix)» (2018)
- «Ave María» (2018)
- «Calentita» (2018)
- «M.I.A» (2018)
- «S.A.D» (2018)
- «Lumbre» (2018)
- «RedTube (Remix)» (2018)
- «Otra botella» (2018)
- «Otra botella (Remix)» (2018)
- «Me usaste» (2018)
- «Realidad» (2018)
- «Pa tu casa» (2018)
- «Empresario» (2018)
- «Cupido (Remix)» (2018)
- «Se motiva» (2018)
- «Screenshot» (2018)
- «Loco» (2019)
- «No lo entiendo» (2019)
- «Makina de armado» (2019)
- «Pa mí» (2019)
- «Buenos Aires» (2019)
- «Tumbando El Club (Remix)» (2019)
- «Sola» (2019)
- «Hitboy» (2019)
- <HELLO COTTO> (Remix) (2019)